# Demonax breveluteobasalis
Demonax breveluteobasalis är en skalbaggsart som beskrevs av Maurice Pic 1943. Demonax breveluteobasalis ingår i släktet Demonax och familjen långhorningar. Inga underarter finns listade i Catalogue of Life.